# René Boulanger
René Boulanger (Hautmont, Nord, 22 d'abril de 1895 – Hautmont, 12 d'agost de 1949) va ser un gimnasta artístic francès que va competir en els anys posteriors a la Primera Guerra Mundial.
El 1920 va prendre part en els Jocs Olímpics d'Anvers, on guanyà la medalla de bronze en el concurs complet per equips del programa de gimnàstica.